# Sénet (épouse d'Amenemhat II)
Cet article concerne une personne. Pour le jeu, voir Senet.
Pour les articles homonymes, voir Senet (homonymie).
Sénet est une reine de l'Égypte antique qui est présentée comme épouse du roi et mère du roi. L'identité de ces souverains n'est pas connue, généralement, on considère que Sénet est une épouse d'Amenemhat II et la mère de Sésostris II.

Elle est connue par trois statues dont une, découverte par Édouard Naville dans le delta du Nil. Sur l'une des statues, on peut lire :

« ỉr(y).t-pꜥ.t wr.t ḥts wr.t ḥs(y).t ḥm.t n(y)sw.t mwt n(y)sw.t Snt mȝꜥ.t ḫrw
noble dame, grande [au sceptre] ḥts (ou ỉmȝt) grande de faveur, épouse du roi,
mère du roi, Senet, juste de voix »

— d'après Julien Siesse.
 qui date les statues de la seconde moitié de la XIIe dynastie quoiqu'il n'exclut pas qu'elles datent de la XIIIe.
Wolfram Grajetzki a proposé de voir en Sénet une épouse de Sésostris III et la mère d'Amenemhat III.
Silke Roth suggère que Sénet puisse être une des épouses d'Amenemhat III et la mère de Néférousobek.